# Vielvölkerstaat
Vielvölkerstaat oder Nationalitätenstaat ist eine Bezeichnung für zumeist historische Staaten, die sich über das Siedlungsgebiet beziehungsweise den Kultur- und Sprachraum von mehreren Völkern und Ethnien (Nationalitäten) erstrecken. Der Vielvölkerstaat ist deshalb ethnisch nicht homogen und vom Einvolkstaat oder auch Nationalstaat zu unterscheiden, welcher (vornehmlich) nur aus einem Volk (Nationalität) besteht.
Die Einwohner eines Vielvölkerstaates bilden über die gemeinsame Staatsbürgerschaft eine Rechtsgemeinschaft, auch wenn sie aus verschiedenen Volksgruppen bestehen.

## Zum Begriff

### Vielvölkerstaat
Der Begriff des Vielvölkerstaates wird in der Regel im Sinne einer illustrierenden Bezeichnung gebraucht, nicht als analytische Kategorie. So gibt es weder einheitliche Kriterien, unter welchen Voraussetzungen von einem Vielvölkerstaat gesprochen werden kann, noch werden damit theoretische Konsequenzen verbunden. Im internationalen Sprachgebrauch ist der Begriff multinationaler Staat (englisch multinational state) oder „polyethnischer Staat“ häufiger als Begriffe wie Mehrvölkerstaat oder plurinationaler Staat anzutreffen.
Eine Definition hebt auf den Umstand ab, dass es sich um einen territorial begrenzten politischen Herrschaftsverband handelt, dessen (Staats-)Angehörige verschiedenen Völkern bzw. Ethnien angehören, die rechtlich gleichgestellt sind oder denen wenigstens ein Mindestmaß an Selbstbestimmung gewährt wird.
Als Epitheton (Beiwort) wird der Begriff regelmäßig im Zusammenhang mit Österreich-Ungarn, der Sowjetunion, dem Osmanischen Reich und Jugoslawien sowie seit Ende der 2000er Jahre für die Volksrepublik China, Indien, Russland und auch Ländern wie dem Iran oder Südafrika gebraucht. Ebenfalls betrachtet sich das Vereinigte Königreich auch noch nach dem Ende des britischen Weltreichs selbst als Vielvölkerstaat, bestehend aus vier Nationen (die z. B. in Sportwettbewerben mit eigenen Nationalmannschaften antreten).

### Mehrvölkerstaat
Die Schweiz mit wenigen Ethnien und als Muster für den liberalen Nationalitätenstaat verstand sich bisweilen als Modell für einen Mehrvölkerstaat, also für einen Föderalismus über ethnische, sprachliche und religiöse Zugehörigkeiten hinweg, mit der Aufgabe des Austarierens der Mitsprache von Ständen und Bürgern. Länder wie Malaysia, Libanon oder auch Belgien können ebenfalls als Mehrvölkerstaaten angesehen werden, wenngleich sie nur bedingt mit der Schweiz vergleichbar sind. Der Begriff Mehrvölkerstaat wird jedoch nur selten verwendet, da meist (auch synonym) die Vokabel Vielvölkerstaaten Verwendung findet. Explizit als Vielvölkerstaat bezeichnet sich seit 2009 der Plurinationale Staat Bolivien, der die zahlreichen indigenen Völker, welche innerhalb seines Staatsgebiets leben, offiziell als Nationen anerkennt.